# Vilim VIII. od Montpelliera
Vilim VIII. (okcitanski: Guilhem) (? – 1202.) bio je lord Montpelliera te sin lorda Vilima VII. i Matilde Burgundske.
Vilim se oženio Eudokijom Komnenom, koja mu je rodila nasljednicu Mariju. Sa svojom drugom suprugom, Agnezom, Vilim je imao osmero djece, ali je Crkva djecu smatrala „nezakonitom”. Agnezino je najpoznatije dijete bio Vilim IX. od Montpelliera.